# Бобровский, Александр Алексеевич
Александр Алексеевич Бобровский (род. 16 ноября 1960, Москва) — российский актёр театра и кино, Заслуженный артист России (2004).

## Биография
Родился в Москве 16 ноября 1960 года. Окончил 8 классов средней школы, после чего поступил в Московский станко-инструментальный техникум. По окончании техникума проходил срочную службу в Советской армии, в войсках РВСН. Окончив службу в армии, поступил в Театральное училище им. Б. В. Щукина на курс Марианны Рубеновны Тер-Захаровой. В 1986 году, после окончания училища, был принят в труппу театра имени Моссовета.

## Признание и награды
- Медаль ордена «За заслуги перед Отечеством» II степени (2021)[1].
- Заслуженный артист России (2004)

## Творчество

### Роли в театре

#### Театр имени Моссовета
- 1990 — «Иисус Христос — суперзвезда» Эндрю Ллойда Уэббера, Тима Райса. Режиссёр: Павел Хомский — Понтий Пилат, Савл, Анна, Каиафа
- 1998 — «Заповедник» С. Д. Довлатова. Режиссёр: Ольга Анохина — Лёня
- 2006 — «Странная история доктора Джекила и мистера Хайда» Р. Л. Стивенсона. Режиссёр: Павел Хомский — Джон Аттерсон
- 2006 — «Предбанник» И. Вацетиса. Режиссёр: Сергей Юрский — Ступин / Николай
- 2009 — «Дядя Ваня» А. П. Чехова. Режиссёр: Андрей Кончаловский — Телегин
- 2012— «Три сестры» А. П. Чехова. Режиссёр: Андрей Кончаловский — Кулыгин
- 2014 — «Римская комедия (Дион)» Л. Зорина. Режиссёр: Павел Хомский — Афраний, Сервилий
- 2016 — «Вишневый сад» А. П. Чехова. Режиссёр: Андрей Кончаловский — Епиходов
- 2017 — «Идиот» Ф. М. Достоевского. Режиссёр: Юрий Ерёмин — Епанчин
- 2017 — «Васса» М. Горького. Режиссёр: Сергей Виноградов — Прохор Железнов
- 2018 — «Путешествие с тётушкой» Г. Грина. Режиссёр: Михаил Левитин-младший — Генри Пуллинг
- 2021 — «Жестокие игры» А. Н. Арбузова. Режиссёр: Евгений Марчелли — Константинов
- 2022 — «Волки и овцы» А. Н. Островского. Режиссёр: Игорь Яцко — Лыняев
- 2022 — «Укрощение строптивой» У. Шекспира. Режиссёр: Андрей Кончаловский — Гортензио
- 2023 — «Пиковая дама» А.С. Пушкин. Режиссёр: Игорь Яцко — Чекалинский
- 2024 — «Замужняя невеста» А.Шаховского, А.Грибоедова, Н.Хмельницкого. Режиссёр: Евгений Марчелли — Карп Саввич Искрин

### Фильмография
- 1991 — След дождя — Василий
- 1991 — Русские братья — Евгений Николаевич
- 1992 — Гроза над Русью — Митька, разбойник
- 2002 — За кулисами — Алексей Кремнев
- 2007 — Королёв — Тухачевский
- 2010 — 2011 — Институт благородных девиц — хозяин кофейни
- 2013 — 2014 — Тайны института благородных девиц — хозяин кофейни
- 2014 — Деффчонки — Станислав Андреевич
- 2015 — Орлова и Александров — Фёдор Шаляпин

### Дубляж

#### Фильмы
- 2000 — Ослеплённый желаниями — Джерри / Алехандро / спортсмен на пляже / спортивный комментатор Джерри Тёрнер / Лэнс (Тоби Хасс)[2] (дубляж творческого коллектива «Central Production International Group» по заказу «Гемини Киномир», 2000 г.)
- 2012 — Хоббит: Нежданное путешествие — тролль Уильям (Питер Хэмблтон)[2] (дубляж объединения «Мосфильм-Мастер» по заказу компании «Каро-премьер», 2012—2013 гг.)

#### Мультфильмы и мультсериалы
- 1951 — Алиса в Стране чудес — Гусеница[3] (дубляж студии «Пифагор» по заказу компании «Disney Character Voices International», 2005 г.)
- 1993 — 1996 — Новая жизнь Рокко[3] — Эд Задирайнос (за исключением эпизода «Камера, мотор, начали!»), Ральф Задирайнос («Деликатесы»), Очень Очень Большой Человек, Чак Хамелеон, Леон Хамелеон, Мистер Дупетт, Персик («Хеф в преисподней»), Джордж Вульф (2-4 сезоны), Червяк, Гордон («А теперь сплюньте»), второстепенные роли (дубляж творческой группы «Электрошок» по заказу Nickelodeon)
- 1997 — 2001 — Крутые бобры — Норберт[3] (дубляж творческой группы «Электрошок» по заказу Nickelodeon)
- 1998 — 2001 — Котопёс[3] — исполнение песни (дубляж творческой группы «Электрошок» (1-2 сезоны; 3 сезон, 1-18 серии; «Великая тайна происхождения») и «Арт-Дубляж» (3 сезон, 19-20 серии) по заказу Nickelodeon, 1999—2004 гг.)